# Liberté (brano musicale)
Liberté è l'inno nazionale della Guinea. La musica è stata composta da Korofo Moussa, le parole sono di Fodéba Keïta e Jean Cellier. Il brano è stato adottato come inno dall'indipendenza, nel 1958.

## Testo
Peuple d'Afrique,
Le Passé historique!
Que chante l'hymne de la Guinée fière et jeune
Illustre épopée de nos frères
Morts au champ d'honneur en libérant l'Afrique !
Le peuple de Guinée prêchant l'unité
Appelle l'Afrique.
Liberté! C'est la voix d'un peuple
Qui appelle tous ses frères à se retrouver.
Liberté! C'est la voix d'un peuple
Qui appelle tous ses frères de la grande Afrique.
Bâtissons l'unité africaine dans l'indépendance retrouvée.

## Traduzione
Popolo dell'Africa!
Il passato storico!
Canta l'inno di una Guinea fiera e giovane
Epopea illustre dei nostri fratelli
I morti sul campo dell'onore hanno liberato l'Africa!
Il popolo della Guinea predica l'unità
Chiama l'Africa.
Libertà! La voce di un popolo
Che chiama tutti i suoi fratelli per ritrovarsi.
Libertà! La voce di un popolo
Che chiama tutti i suoi fratelli della grande Africa.
Cerchiamo di costruire l'unità in un'indipendenza africana ritrovata!